# 브로츠와프 급수탑
브로츠와프 급수탑(폴란드어: Wieża ciśnień we Wrocławiu)은 폴란드 돌니실롱스크주 브로츠와프에 있는 급수탑이다.

## 역사
1945년 브레슬라우 포위전에서 탑은 지휘소 역할을 했다. 주변 지역은 폭격을 많이 받고 전투로 인해 피해를 입었지만, 제2차 세계 대전 동안 탑은 거의 온전하게 남아 있었다. 그러나 전쟁과 그 이후 몇 년 동안 탑은 방치로 인해 크게 손상되었다. 1980년대 중반까지 탑은 저수지 역할을 하여 남부 지역의 수압을 균등하게 했다.
1995년에 이 탑은 스테판 일렉트로닉 인베스트먼트 컴퍼니가 도시에서 매입하여 Wieża Cisnień ('워터 타워')이라는 이름의 레스토랑으로 바뀌었다. 2017년에 이 부지는 새로운 개인 투자자에게 매각되었고 탑은 더 이상 방문객에게 개방되지 않는다.